# دانيال سيلفا
دانيال سيلفا (Daniel Silva) (من مواليد 1960) هو مؤلف أمريكي له 13 كتابا من كتب الإثارة والجاسوسية, تتحدث معظمها عن التهديدات التي تواجهها دولة إسرائيل واليهود حول العالم, بالإضافة إلى كتب أخرى تتناول مواضيع تاريخية متعلقة بالحرب العالمية الثانية والمحرقة اليهودية. بطل معظم كتبه هو المرمم الفني والعميل السري جبريل علّون.